# La historia de Juana
La historia de Juana é uma telenovela mexicana de comédia dramática produzida por Patricio Wills e pela W Studios para a TelevisaUnivision e exibida pelo Las Estrellas de 3 de junho a 30 de agosto de 2024, substituindo Marea de pasiones, sendo substituída por El precio de amarte. 
A novela é uma versão da história venezuelana de 2002 criada por Perla Farias, Juana la virgen, sendo desenvolvida pela própria Farias.
É protagonizada por Camila Valero e Brandon Peniche e antagonizada por Fabiola Guajardo, Irina Baeva e Alexis Ayala e atuações estelares de Cynthia Klitbo, Grettell Valdez, Mario Morán, Moisés Arizmendi, Omar Germenos, Carlos Gatica, Daniela Cordero e Issabela Camil e participações dos primeiros atores Henry Zakka e Luis Gatica.

## Enredo
Juana Guadalupe Bravo é uma charmosa e ousada virgem de 20 anos que tem como objetivo se formar em engenharia. Ela é a primeira mulher da família a fazer faculdade e só pensa em melhorar de vida. Durante um exame de saúde, ela engravida por engano através de um processo de inseminação artificial. A vida de Juana vira de cabeça para baixo e ela tem que aprender a vivenciar a maternidade sem antes ter passado pela experiência de ser mulher ou de se apaixonar. O pai do bebê é Gabriel Rubio, um homem poderoso que recentemente sobreviveu ao câncer. Essa experiência o faz repensar sua vida e seus objetivos ao perceber que lhe falta algo que o faz sentir que sua vida continuará após sua morte: um filho.

## Elenco
- Camila Valero - Juana Guadalupe Bravo[4]
- Brandon Peniche - Gabriel Rubio
- Fabiola Guajardo - Camila Montes de Armas
- Cynthia Klitbo - Josefina Sosa de Bravo
- Irina Baeva - Paula Fuenmayor Robledo de Rubio
- Grettell Valdez - Jennifer "Jenny" Bravo Sosa
- Mario Morán - Felipe Bravo Sosa
- Henry Zakka - Guillermo "Memo" Renteria
- Moisés Arizmendi - Salvador Castillo
- Omar Germenos - Carlos Poza
- Carlos Gatica - David Ayala
- Daniela Cordero - Enriqueta Valdez
- Luis Gatica - Ramón Bravo
- Valentina Buzzurro - Margarita Bravo
- Issabela Camil - Amparo Robledo de Fuenmayor
- Federico Espejo - Manuel Fuenmayor Robledo
- Gabriela Carrillo - Inés Campos
- Natalia Payán - Daniela Rojas
- Ara Saldívar - Yadira Soto
- Paly Duval - Viviana Sola
- Daniela Cristo - Susana Ramírez
- David Lopez - César Pacheco
- Juanjo Ramosanz - José "Pepito"
- Alexis Ayala - Rogelio Fuenmayor
- Diego Klein - Francisco de Armas
- Ramiro Tomasini - Ricardo
- Anilú Pardo
- Enrique Chi
- Miguel Salas - Dr. Ruiz
- Víctor Oliveira
- Lilia Navarro
- Pancho Tello - Julián Torres
- Roger Montes
- Julia Díaz
- Lisa Owen - Eduviges Montes
- Valentina Girón
- Camila Acosta - Liliana "Lily"
- Diego Valle
- Mariana Lodoza
- Daniela Romero
- Mariana Almazzi
- Diego Medellín
- Francisco de la O
- Paola Toyos - Severiana
- Laura Vignatti
- Vanessa Saba - Elvira de Armas
- Angel Zermen - Augusto Balbuena
- Miguel López Loredo - Ernesto Urrutia
- Claudia Silki - Camelia Tovar
- Yigael Yadin - Hugo Prieto "El Chalán"
- Paola Gómez - Zoraida
- Arturo Peniche
- Carlos Ferro
- Marco Treviño - el Juez
- Omar Fierro
- Eduardo Córdoba - Ramón Bravo (joven)

## Produção
As filmagens de La historia de Juana começaram em 5 de dezembro de 2023. Uma lista completa do elenco foi publicada no dia seguinte. A telenovela tem 65 episódios confirmados para exibição.

## Audiência
| Horário               | # Eps. | Estreia            | Estreia           | Final                | Final           | Posição | Temporada | Classificação geral |
| Horário               | # Eps. | Data               | Primeiro capítulo | Data                 | Último capítulo | Posição | Temporada | Classificação geral |
| --------------------- | ------ | ------------------ | ----------------- | -------------------- | --------------- | ------- | --------- | ------------------- |
| Segunda – Sexta 21h30 | 65     | 3 de junho de 2024 | 2.79              | 30 de agosto de 2024 | 3.03            | #1      | 2024      | 2.5                 |